# Mars 1915

## Événements
- Soulèvements au Niger et au Soudan français contre la conscription (1915-1916). Révolte des Bambaras du Bélédougou (autour de Kati), des Bobo et Minianka des cercles de San et de Koutiala et de certains groupes nomades de la région de Tombouctou. Il faut un mois d’opération (mars) à la colonne du commandant Caillet pour venir à bout de 4 à 5 000 révoltés à Zambougou, puis à N'Goumi dans le Bélédougou.
- Accords anglo-franco-russes de Petrograd. Les représentants de la Triple-Entente s’entendent sur le démantèlement de l’Empire ottoman en cas de victoire des Alliés. La Russie réclame la pleine possession de Constantinople et des Détroits, ainsi que la Thrace orientale. Elle accepte en retour les visées britanniques sur la Mésopotamie et le Golfe et la question Perse serait réétudiée de manière plus favorable. La France demande la Cilicie et la Syrie, mais la Russie refuse de voir les Lieux Saints passer sous contrôle français et préconise un régime international.
- 291, revue Dada fondé par Picabia à New York.

- 1er mars : les alliés étendent le blocus à la totalité des marchandises allemandes.

- 6 mars : Coupe Vanderbilt.

- 9 mars : le gouvernement du royaume d'Italie présente aux gouvernements de l’entente un mémorandum contenant les prétentions de l’Italie en échange de son intervention dans le conflit (Trentin, Tyrol du Sud, Trieste, l’Istrie et une partie de la Dalmatie).

- 11 mars et 10 avril : accord des gouvernements britanniques et français sur le principe d’une annexion de Constantinople par la Russie.

- 16 mars : fin de la bataille de Champagne. Échec de la tentative de percée française en Champagne (février-mars).

- 18 mars : malgré le bombardement intensif des forts, la flotte anglo-française ne parvient pas à franchir les Détroits et perd un tiers de ses bâtiments.

- 21 mars : un Zeppelin bombarde Paris et sa banlieue.

- 22 mars : 
  - Capitulation de la place autrichienne de Przemysl devant les Russes.

- 23 mars[1] : le général Patterson permet la création du « Zion Mule Corps », corps d’auxiliaires juifs volontaires tirant les mules, puis véritables combattants arborant le drapeau sioniste frappé du Maguen David. Les Juifs d’Alexandrie y côtoient ceux de Palestine, de Damas ou de Bagdad. Ils participent aux combats de Gallipoli.

## Naissances
- 1er mars : Marius Maziers,  évêque catholique français, archevêque émérite de Bordeaux († 14 août 2008).
- 5 mars : Laurent Schwartz, mathématicien français († 4 juillet 2002).
- 7 mars : Jacques Chaban-Delmas, homme politique français († 10 novembre 2000).
- 11 mars : Hervé-Maria Le Cléac’h, évêque catholique français, évêque émérite de Taiohae ou Tefenuaenata.
- 24 mars : Roger Schandalow, survivant de la Shoah évadé du convoi n° 62 pour le camp d'Auschwitz († 15 avril 2002).
- 29 mars : Kenneth Arnold, aviateur américain († 16 janvier 1984).

## Décès
- 26 mars : Michel Bréal, linguiste français.